# Emile Hirsch
Emile Davenport Hirsch (Los Angeles, 13 de març de 1985), és un actor estatunidenc. Va començar a actuar a finals dels anys 90 a diverses sèries i pel·lícules de televisió, i va esdevenir més conegut després de participar en Lords of Dogtown, The Emperor's Club, The Girl Next Door, Alpha Dog. El 2007 va protagonitzar Into the Wild, i l'any següent, Speed Racer i Em dic Harvey Milk. Recentment ha participat a Summit on the summit, una expedició al cim del Kilimanjaro que pretén denunciar la necessitat de l'aigua neta en el món.

## Biografia
Va néixer a Topanga (Califòrnia). La seva mare, Margarita Esther és Veneçolana, i és una artista plàstica i docent que ha dissenyat llibres pop-up. El seu pare, David M. Hirsch, és un empresari, director i productor. Té una germana gran, Jenny. Hirsch té ascendència jueva italiana i veneçolana. Va ser criat a Los Angeles, Califòrnia, i a Santa Fe, Nou Mèxic, on va viure amb la seva mare diversos anys després que els seus pares es van divorciar. La seva germana li va suggerir actuar quan es va matricular a Will Geer Theatricum, un campament d'estiu de teatre, a Topanga. A més va anar a la Topanga Canyon Elementary School, Paul Revere Middle School i l'Acadèmia de Música d'Alexander Hamilton High School a Los Angeles.
Hirsch va començar a actuar als vuit anys a la zona rural de Woodstock (Illinois), apareixent en diversos telefilms com Gargantua (1998) o Houdini en el qual interpretava al famós mag. També en sèries de televisió com Sabrina, la bruixota adolescent. Després de la seva aparició en NYPD Blue, directors de càsting van començar a singularitzar-lo com un jove actor seriós, la qual cosa el porta a dos episodis amb el paper d'estrella convidada en ER.
L'any 2002 va fer el seu debut al cinema amb The Dangerous Lives of Altar Boys, en la qual compartia protagonisme amb Jodie Foster i Kieran Culkin interpretant a un estudiant d'un col·legi catòlic durant els anys 70. El seu següent paper cinematogràfic va ser en el drama de l'escola preparatòria, The Emperor's Club, amb Kevin Kline, que va ser estrenat a finals de 2002. Les ressenyes de Hirsch han estat favorables, i ambdues pel·lícules van rebre crítiques generalment positives, però no van tenir la mateixa resposta a la taquilla.
La següent aparició de Emile va ser amb Jeff Daniels i Sigourney Weaver en Imaginary Heroes, un drama sobre una família disfuncional, que va rebre un llançament limitat al febrer de 2005. En el mateix any, Hirsch va protagonitzar al costat de Heath Ledger en Els amos de Dogtown, un favorit de culte de la directora Catherine Hardwicke. La pel·lícula tracta d'una sèrie de coneguts patinadors de la dècada de 1970 i el seu paper en el naixement d'una cultura del monopatí d'alt perfil. Va ser llançat el 3 de juny de 2005. Hirsch va interpretar a Jay Adams (alguns diuen que va ser l'original "Z-Boy"), i va ser elogiat per la crítica per la seva actuació.

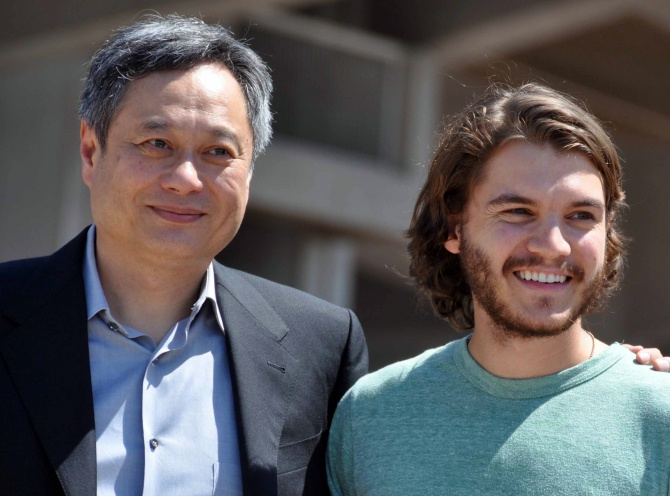
Emile Hirsch i Ang Lee a Cannes, 2009.

Posteriorment, va aparèixer en Alpha Dog, un fosc drama protagonitzat per Justin Timberlake, Anton Yelchin, Bruce Willis i Sharon Stone en la qual Hirsch va interpretar un personatge basat en la vida real del traficant de drogues Jesse James Hollywood. La pel·lícula es va rodar el 2004 i va ser estrenada el 12 de gener de 2007.
La seva interpretació més important, fins avui, va ser la realitzada en la pel·lícula d'aventura-drama Cap a rutes salvatges, interpretant a l'aventurer Chris McCandless dirigida per Sean Penn. Va perdre 40 lliures per al paper i va ser nominat a l'Oscar potencial per a la pel·lícula, a més de rebre una nominació al Screen Actors Guild al millor actor. La pel·lícula va ser estrenada el 21 de setembre de 2007.
Hirsch va tenir el paper principal en Speed Racer, pel·lícula dirigida pels germans Wachowski. Aquest film tracta sobre les aventures d'un jove pilot de carreres al volant del seu extraordinari vehicle. La seva estrena va tenir lloc el 9 de maig de 2008. En el mateix any protagonitza Milk al costat de Sean Penn i dirigida per Gus Van Sant, on Hirsch interpreta un gai activista de drets, Cleve Jones.
Va ser protagonista en Woodstock, basada en un guió de memòries de Elliot Tiber Taking Woodstock, adaptada per James Schamus. La pel·lícula va ser dirigida pel director guanyador de l'Oscar, Ang Lee. Els seus companys de repartiment van ser Demetri Martin, Liev Schreiber, Imelda Staunton, Eugene Levy i Goodman Henry entre d'altres. Taking Woodstock va ser filmada en l'estat de Nova York i llançada a l'agost de 2009.

### 2010-present

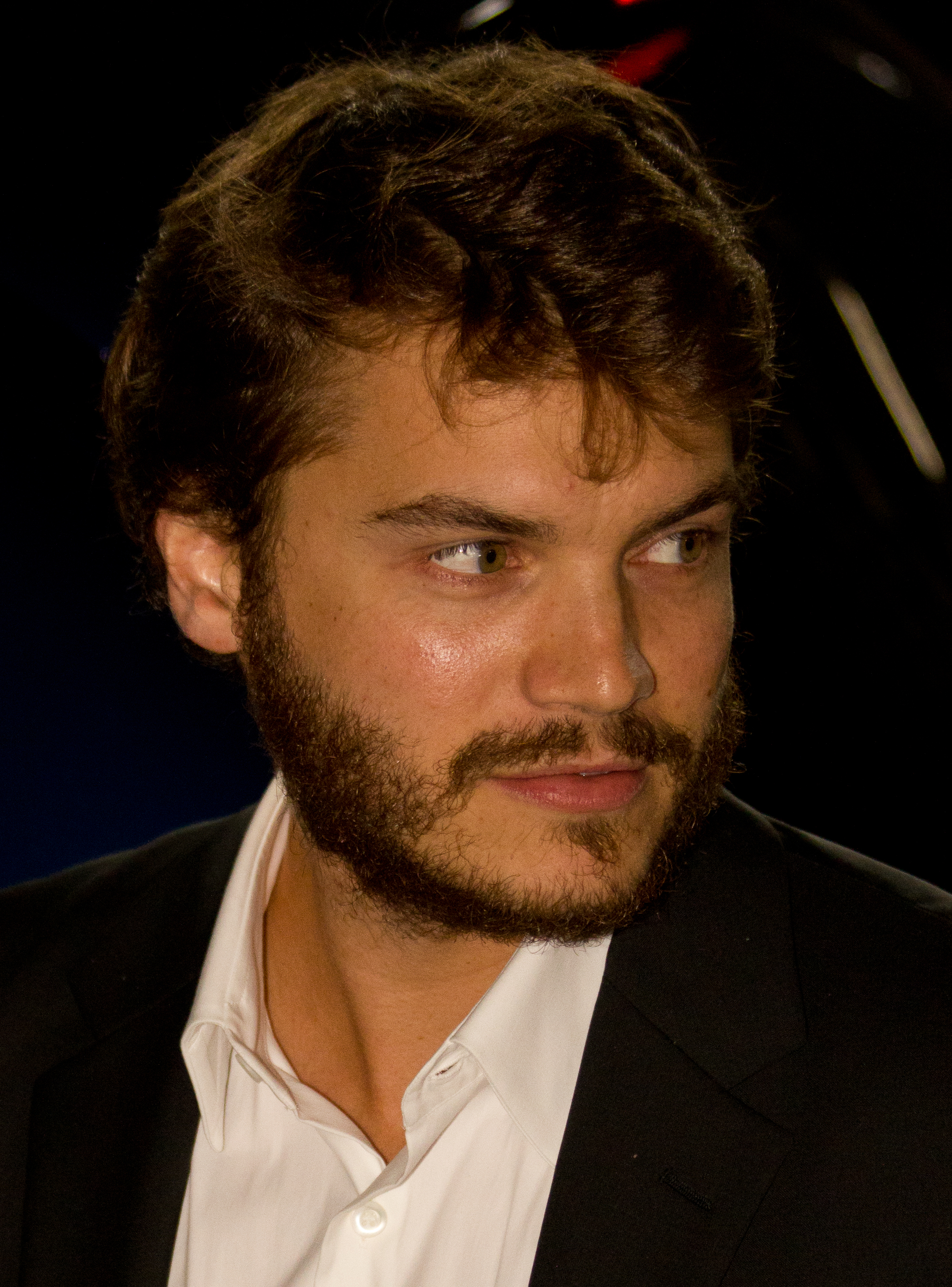
Emile Hirsch al Festival de Cinema de Toronto l'any 2012

A l'abril de 2011, va ser triat per participar en Savages, pel·lícula dirigida per Oliver Stone, en la qual també participen Blake Lively i Salma Hayek. La seva estrena va tenir lloc el juliol de 2012. A més interpreta a Chris Smithen Killer Joe, comèdia negra escrita per Tracy Letts amb direcció a càrrec de William Friedkin i coprotagonitzada per Matthew McConaughey. La trama gira entorn d'un traficant de drogues (Hirsch), les pertinences del qual han estat robades per la seva mare i que ha de retornar 6.000 dòlars si no vol morir. Quan descobreix que cobrant l'assegurança de vida de la seva mare es faria amb 50.000 dòlars decideix recórrer a Killer Joe (McConaughey). El lloc triat per rodar el film va ser Nova Orleans.
El 2012 Emile va protagonitzar The Motel Life, juntament amb Stephen Dorff, Dakota Fanning i Kris Kristofferson, una adaptació de la novel·la homònima de Willy Vlautin i dirigida per Alan Polsky i Gabe Polsky. El film explica la història de dos germans, Frank (Hirsch) i Jerry Lee Flannigan (Stephen Dorff), que abandonen de forma precipitada el motel en el qual estaven vivint, ja que, mentre conduïa borratxo, el segon d'ells mata a un nen que anava amb bicicleta.
Més tard va participar en l'adaptació al cinema de la novel·la Venuto al mondo, escrita per Margaret Mazzantini, Tornar a néixer, en la qual comparteix protagonisme amb Penélope Cruz. Es va realitzar la presentació de la pel·lícula en el Festival de Sant Sebastià del 2012.

### Vida personal
Hirsch va aparèixer a Esquire al novembre de 2007, sent nominat un dels "Actors de l'Any", al costat de Denzel Washington, Cati Blanchett, Javier Bardem, Jake Gyllenhaal i Robert Downey, Jr., pel seu paper en el film de Sean Penn, Cap a rutes salvatges.
Emile va escriure un "Diari de Congo" al desembre de 2008, que va ser publicat en l'edició següent juntament amb un reportatge fotogràfic. Es va aventurar a Àfrica juntament amb quatre joves activistes, i portava un diari del seu viatge de cinc dies.

## Filmografia
| Data d'estrena | Títol                                                                 | Paper                  | Notes           |
| -------------- | --------------------------------------------------------------------- | ---------------------- | --------------- |
| 1998           | Gargantua                                                             | Brandon Ellway         |                 |
| 2001           | Wild Iris                                                             | Lony Brevard           |                 |
| 2002           | La perillosa vida dels Altar Boys (The Dangerous Lives of Altar Boys) | Francis Doyle          |                 |
| 2002           | The Emperor's Club                                                    | Sedgewick Bell         |                 |
| 2003           | The Mudge Boy                                                         | Duncan Mudge           | edició limitada |
| 2004           | The Girl Next Door                                                    | Matthew Kiddman        |                 |
| 2004           | Herois imaginaris (Imaginary Heroes)                                  | Tim Travis             | edició limitada |
| 2005           | Lords of Dogtown                                                      | Jay Adams              |                 |
| 2006           | Alpha Dog                                                             | Johnny Truelove        |                 |
| 2007           | Into the Wild                                                         | Christopher McCandless |                 |
| 2008           | Quatre vides                                                          | Tony                   | edició limitada |
| 2008           | Speed Racer                                                           | Speed                  |                 |
| 2008           | Em dic Harvey Milk                                                    | Cleve Jones            |                 |
| 2009           | Taking Woodstock                                                      | Billy                  |                 |
| 2010           | Hamlet                                                                | Príncep Hamlet         | preproducció    |
| 2011           | The Darkest Hour                                                      | Sean                   |                 |